# Oosterheide
Oosterheide of Kalix Berna is de naam van een natuurgebied dat zich bevindt ten zuiden van Oosterhout. Het gebied is eigendom van de Vereniging Natuurmonumenten en heeft een omvang van 106 ha.
Het gebied was in de 18e eeuw een militair oefenterrein, terwijl er zich ook een landhuis bevindt. Het witte "kasteeltje" is rond 1910 gebouwd voor Karel Delcourt van Krimpen, de toenmalige eigenaar. Hij heeft het parkgedeelte in Engelse landschapsstijl laten aanleggen en de herbebossing van het gebied aangepakt. Er zijn wel 70 boomsoorten aangeplant, meest naaldhout. Sommige lanen zijn met ongebruikelijke combinaties van loof- en naaldboomsoorten beplant.

## Oefenplaats
In de 18e eeuw was dit een heidegebied waar grootschalige legeroefeningen en schijngevechten werden gehouden. In 1732 vond de eerste oefening plaats, waarbij 11.000 militairen en 4.400 paarden waren betrokken. Er waren tal van tenten opgesteld waaronder enkele herbergen. Om de orde te handhaven werden er zware straffen opgelegd voor uiteenlopende vergrijpen als dobbelen en het werven van soldaten voor andere legers.
Ook in latere jaren werd er geoefend. In 1769 bijvoorbeeld werd de kanonnenbatterij en werden de drie kogelvangers aangelegd. Vanuit de batterij werd geschoten op een namaakfort dat 350 meter was verwijderd. Vanaf de Princentafel, waar de stadhouder prins Willem V met zijn gevolg dineerde, had men een goed uitzicht op dit indrukwekkende schouwspel. De naam Kalix Berna, ook wel Kalbergen of Engelse Bergen genaamd, verwijst naar de kogelvangers die, evenals de batterij, uit zand waren opgeworpen en ook tegenwoordig nog zichtbaar zijn in het landschap. De naam Engelse Bergen is overigens foutief, daar de Engelsen niets met de bergjes te maken hebben. Deze benaming ontstond einde 19e eeuw. De merkwaardige naam Kalix Berna is een verbastering van de naam Pieter Jacob Calckberner, een inwoner van Breda die hier tussen 1725 en 1729 ongeveer 50 ha heide kocht, een deel liet bebossen en de militaire oefeningen op een ander deel van zijn terrein toestond.

## Verdere geschiedenis
Aan het eind van de 19e eeuw werd bos in dit gebied aangeplant, wat werd afgewisseld met perceeltjes landbouwgrond. Er werden wel 70 verschillende boomsoorten toegepast, waardoor het geheel een afwisselend en parkachtig aanzien kreeg. Aldus werd een landgoed ontwikkeld en aan de Tilburgse Baan 1 werd omstreeks 1915 onder meer een landbouwbedrijf opgericht, waarvan de stal, ontworpen door architect Oomen, als rijksmonument is geklasseerd. Ook is er een landhuis, dat in 2006 werd gerestaureerd. Hier woonde onder meer de voormalige eigenaar Delcourt van Crimpen. Het terrein wordt tegenwoordig beheerd als natuurgebied en is vrij toegankelijk. Er is een wandeling uitgezet.

## Trivia
- De nabijgelegen Verzorgingsplaats Kalix Berna aan de A27 is hiernaar genoemd.